# Valencogne
Valencogne est une commune française située dans le département de l'Isère en région Auvergne-Rhône-Alpes et, autrefois rattachée à la province du Dauphiné. La commune qui se situe plus particulièrement dans la région naturelle des Terres froides du Dauphiné fut adhérente à la communauté de communes Bourbre-Tisserands, puis a rejoint la communauté de communes « Les Vals du Dauphiné » au 1er janvier 2017.
Géographiquement, ce petit village se positionne au nord du lac de Paladru et au sud de la vallée de la Bourbre, dans un secteur très vallonné parsemé d'étangs et de petits ruisseaux.
Historiquement, durant l'ancien régime, la paroisse fut dépendante des moines de la Chartreuse de la Sylve-Bénite, située sur le territoire de la commune actuelle des Villages du Lac de Paladru (ancienne commune du Pin) et dont les religieux façonnèrent le paysage en aménageant des étangs et en construisant des moulins
Le village est situé sur le chemin des pèlerins se rendant à Saint-Jacques-de-Compostelle, depuis la ville de Genève. Ses habitants se dénomment les Valencognard(e)s.

## Géographie

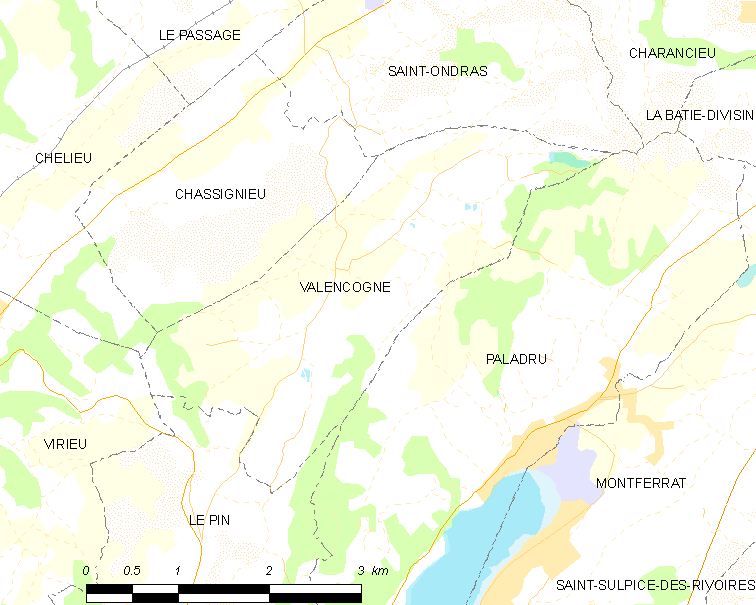
Plan de Valencogne

### Localisation
Le territoire de Valencogne se situe sur la partie septentrionale du département de l'Isère, à proximité du lac de Paladru, étendue d'eau située quelques kilomètres plus au sud. L'altitude moyenne du bourg qui héberge la mairie et l'église, est estimée à 573 m, et l'altitude maximale a été évaluée à 680 m.
Le centre du bourg de Valencogne se situe à environ 13 km de La Tour-du-Pin, sous-préfecture de l'Isère. Le village est également situé, par la route, à 51 km de Grenoble, préfecture de l'Isère, 69 km de Lyon, préfecture de la région Auvergne-Rhône-Alpes, 326 km de Marseille, ainsi qu'à environ 539 km de Paris.
Valencogne est une petite commune rurale typique du Bas-Dauphiné et de la région naturelle des Terres froides. Les maisons traditionnelles sont construites en terre argileuse appelée pisé se font rares et l'apparition de nombreuses villas est en augmentation depuis la fin des années 1960. Le bourg central, qui s'allonge le long de la « montée du village », nom de la rue principale, est entouré de nombreux petits hameaux.
Valencogne présente la particularité d'avoir deux communes nouvelles en limites de son territoire.
| Chassignieu                                |                                                          | Saint-Ondras                                         |
| Chélieu                                    | Valencogne                                               | Villages du Lac de Paladru (ancienne commune du Pin) |
| Val-de-Virieu (ancienne commune de Virieu) | Villages du Lac de Paladru (ancienne commune de Paladru) |                                                      |

### Géologie et relief
Le Bas-Dauphiné occupe un immense cône de déjection, étalé durant le début du cénozoïque et profondément raviné durant le Pléistocène par des langues glaciaires, d'où de longues plaines uniformes dominées par des collines en lanières plus ou moins continues.
Le site du lac de Paladru, situé au sud du territoire communal occupe le point le plus bas d'une vallée creusée par une des langues du glacier rhodanien dans la molasse miocène à l'époque de la glaciation de Würm. Ces formation rocheuses affleurent presque partout sur les pentes des collines boisées qui entourent le lac. La cuvette du lac semble avoir été abandonnée par la langue glaciaire au stade IV de retrait des glaciers datant du würmien supérieur.
Selon un article publié dans le bulletin [...] des sciences naturelles et des arts industriels du département de l'Isère de l'année 1864, la vallée de Valencogne a pu servir de lit à un lac analogue à celui de Paladru.

### Hydrographie

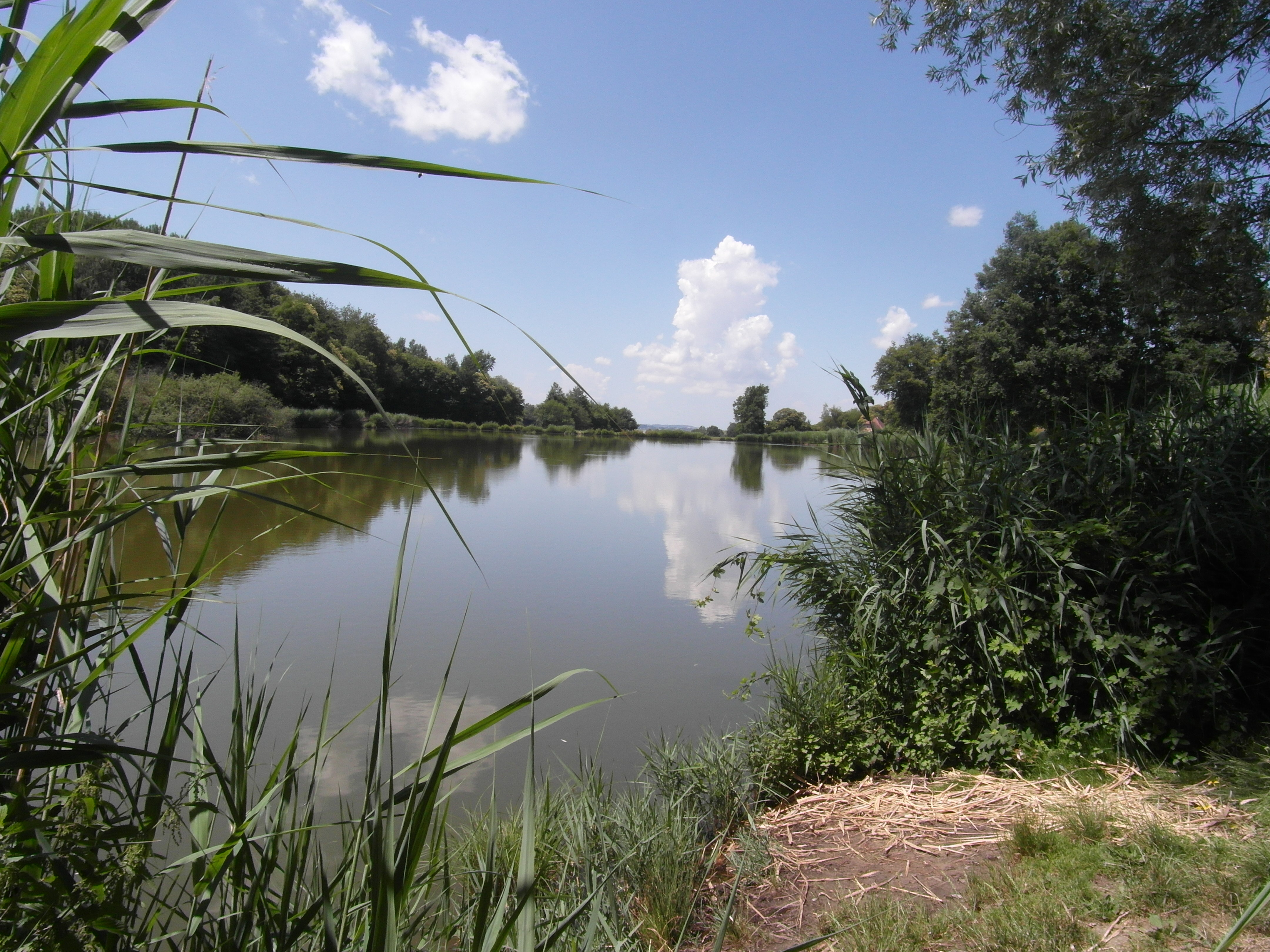
Étang du Vivier à Valencogne

La commune n'est traversé que par un seul cours d'eau notable et un petit rû :
- Le Surand, également connu sous le nom de Chantabot, dénommé ruisseau des marais, du côté de Le Pin est un émissaire de l'étang du Vivier, plan d'eau situé sur le territoire de Valencogne, rejoint le lac de Paladru après avoir parcouru quelques kilomètres.
- Le ruisseau de pisse-vieille est un petit rû qui longe le bourg central et l'étang éponyme et qui rejoint le Surand après moins d'un kilomètre de parcours.

La commune héberge également de nombreux étangs de différentes tailles, souvent aménagés par les moines chartreux durant l'ancien régime. Le plus grand d'entre-eux est l'étang du Vivier, situé au nord-est du territoire communal, non loin du hameau de Boutière.

### Climat
Pour des articles plus généraux, voir Climat d'Auvergne-Rhône-Alpes et Climat de l'Isère.
En 2010, le climat de la commune est de type climat de montagne, selon une étude du Centre national de la recherche scientifique s'appuyant sur une série de données couvrant la période 1971-2000. En 2020, Météo-France publie une typologie des climats de la France métropolitaine dans laquelle la commune est exposée à un climat de montagne ou de marges de montagne et est dans la région climatique Alpes du nord, caractérisée par une pluviométrie annuelle de 1 200 à 1 500 mm, irrégulièrement répartie en été.
Pour la période 1971-2000, la température annuelle moyenne est de 9,7 °C, avec une amplitude thermique annuelle de 17,2 °C. Le cumul annuel moyen de précipitations est de 1 224 mm, avec 10,6 jours de précipitations en janvier et 7,2 jours en juillet. Pour la période 1991-2020, la température moyenne annuelle observée sur la station météorologique de Météo-France la plus proche, « Pont-de-Beauvoisin », sur la commune du Pont-de-Beauvoisin à 11 km à vol d'oiseau, est de 11,8 °C et le cumul annuel moyen de précipitations est de 1 166,3 mm,. Pour l'avenir, les paramètres climatiques de la commune estimés pour 2050 selon différents scénarios d'émission de gaz à effet de serre sont consultables sur un site dédié publié par Météo-France en novembre 2022.

#### Tableau des températures minimales et maximales pour 2014 et 2017
Voici, ci-dessous, deux tableaux représentant les valeurs de températures mensuelles, relevées sur le secteur de Valencogne sur deux années, à trois ans d'intervalle.
- Année 2014

| Mois                              | jan. | fév. | mars | avril | mai  | juin | jui. | août | sep. | oct. | nov. | déc. |
| --------------------------------- | ---- | ---- | ---- | ----- | ---- | ---- | ---- | ---- | ---- | ---- | ---- | ---- |
| Température minimale moyenne (°C) | 1,1  | 2    | 2,7  | 7,2   | 9,2  | 13,9 | 14,8 | 14,3 | 12,6 | 9,5  | 5    | −1,4 |
| Température maximale moyenne (°C) | 8,9  | 11,3 | 16,4 | 19,9  | 21,5 | 27,6 | 24,8 | 25,4 | 23,6 | 21,3 | 13,9 | 7,9  |

- Année 2017

| Mois                              | jan. | fév. | mars | avril | mai  | juin | jui. | août | sep. | oct. | nov. | déc. |
| --------------------------------- | ---- | ---- | ---- | ----- | ---- | ---- | ---- | ---- | ---- | ---- | ---- | ---- |
| Température minimale moyenne (°C) | −5,8 | 1,2  | 4,6  | 4,9   | 10,3 | 15,8 | 15,9 | 15,4 | 9,5  | 6,2  | 3,5  | −1,2 |
| Température maximale moyenne (°C) | 2,7  | 13,6 | 17,5 | 19,1  | 23,6 | 29,2 | 28,8 | 28,6 | 21,7 | 20,5 | 10,2 | 5,1  |

### Milieux naturels et biodiversité

#### Zone naturelle d'intérêt écologique, faunistique et floristique
Le territoire de la commune présente une zone naturelle d'intérêt écologique, faunistique et floristique (ZNIEFF).
- La ZNIEFF du Marais de la Gutinière s'étend sur 29,2 hectares, celle-ci se situe à l'ouest du bourg central, à proximité du hameau du Marais. Cette zone est partagée avec la commune voisine des Villages du Lac de Paladru (anciennement Le Pin)[11].

## Urbanisme

### Typologie
Au 1er janvier 2024, Valencogne est catégorisée commune rurale à habitat dispersé, selon la nouvelle grille communale de densité à sept niveaux définie par l'Insee en 2022.
Elle est située hors unité urbaine et hors attraction des villes,.

### Occupation des sols
L'occupation des sols de la commune, telle qu'elle ressort de la base de données européenne d’occupation biophysique des sols Corine Land Cover (CLC), est marquée par l'importance des territoires agricoles (83 % en 2018), en diminution par rapport à 1990 (89,2 %). La répartition détaillée en 2018 est la suivante : 
zones agricoles hétérogènes (47,8 %), terres arables (35,2 %), forêts (10,8 %), zones urbanisées (6,2 %). L'évolution de l’occupation des sols de la commune et de ses infrastructures peut être observée sur les différentes représentations cartographiques du territoire : la carte de Cassini (XVIIIe siècle), la carte d'état-major (1820-1866) et les cartes ou photos aériennes de l'IGN pour la période actuelle (1950 à aujourd'hui).

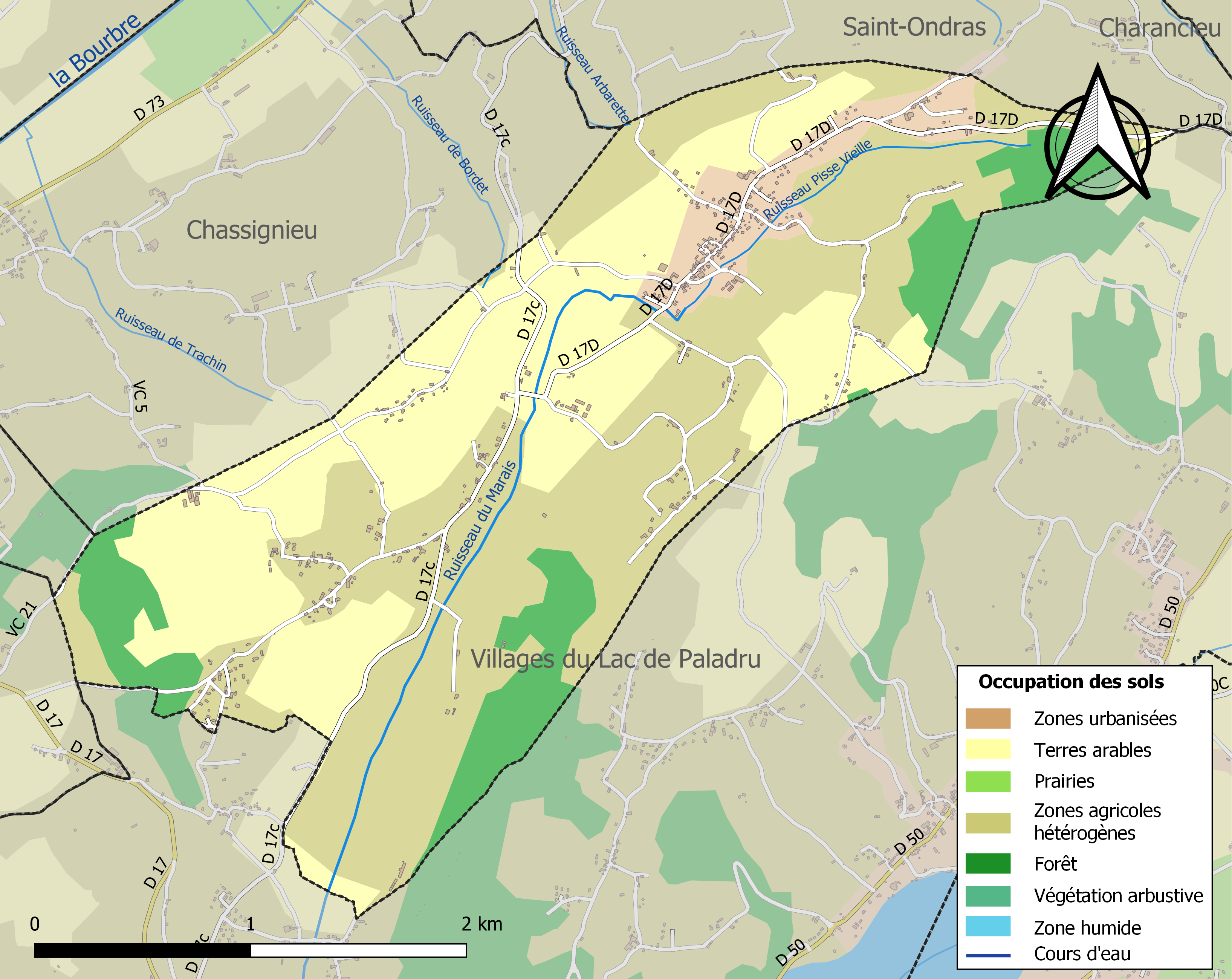
Carte des infrastructures et de l'occupation des sols de la commune en 2018 (CLC).

### Morphologie urbaine
Selon son plan local d'urbanisme, adopté le 22 janvier 2013, le territoire de la commune est divisée en six zones distinctes, la zone UA correspond au secteur ancien du bourɡ.
Sur son site officiel, la mairie de Valencogne indique l'implantation des nouvelles constructions et comment ceux-ci doivent être orientés : les parcelles doivent se présenter de façon rectangulaire, les constructions doivent s’aligner le long de la rue et les jardins installés dans la partie arrière de la parcelle, les bâtiments devant s’implanter soit de manière parallèle, soit de manière perpendiculaire à la rue.

### Hameaux, lieux-dits et écarts
Voici, ci-dessous, la liste la plus complète possible des divers hameaux, quartiers et lieux-dits résidentiels urbains comme ruraux, ainsi que les écarts qui composent le territoire de la commune de Valencogne, présentés selon les références toponymiques fournies par le site géoportail de l'Institut géographique national.
| - Vivier (étang) - Boutière - Pommeret - Remollard - Layette - Gréhaut | - Marcelas - la Croix Charpenne - les Routes - la mardia - Lambert - le Marais | - les Vignes (chapelle) - le Surand - les Pointes - la Pinguène - les Grandes Léchères - Côte Simandre |

### Voies de communication

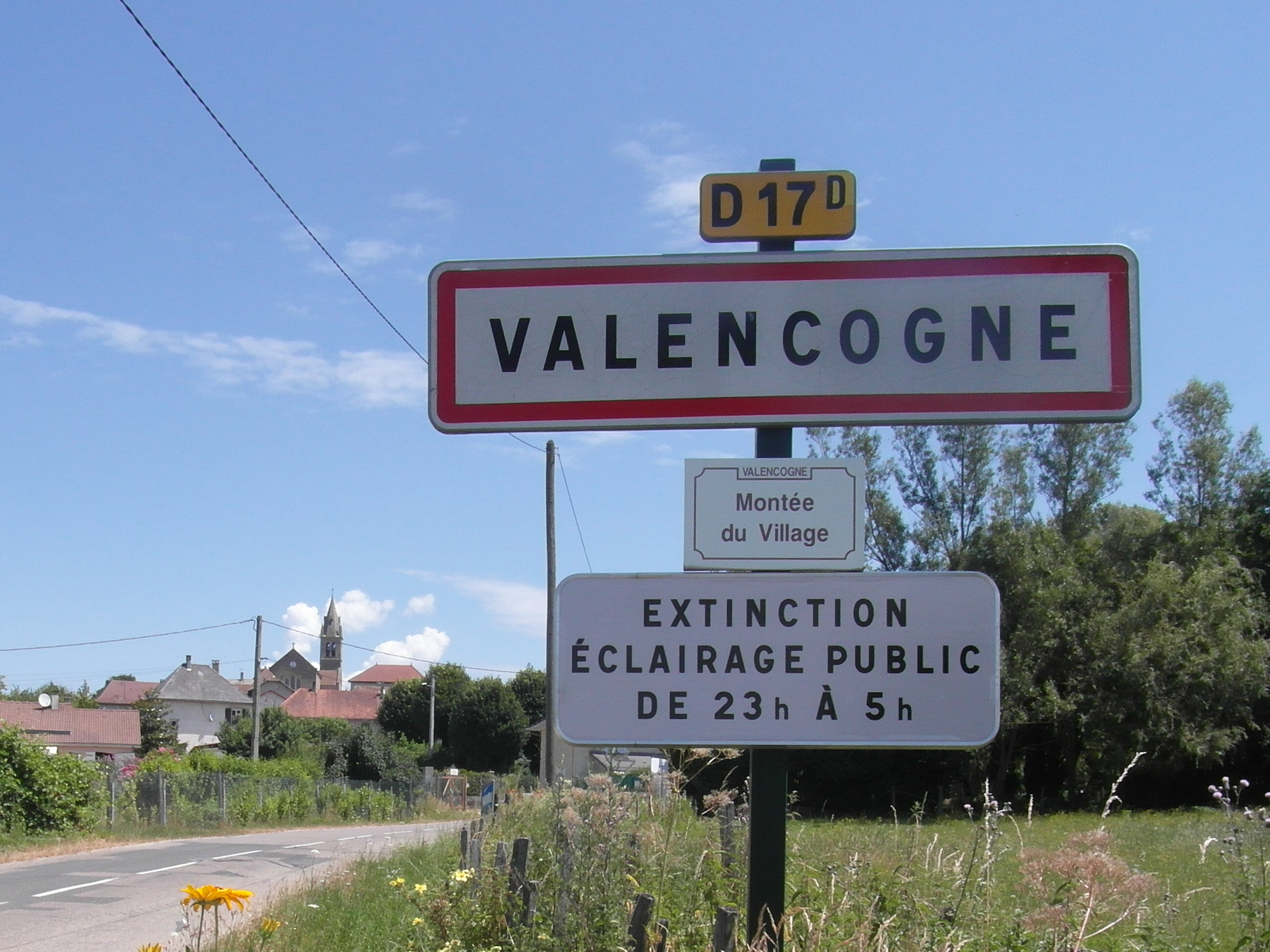
Panneau d'entrée du bourg (RD 17d)

#### Voies routières
Le territoire communal est traversé par deux routes départementales d'importance secondaire :
- La route départementale 17c qui relie le village du Pin (commune des Villages du Lac de Paladru), par détachement de la RD17 à la RD73 (commune de Saint-Ondras) en traversant les hameaux du Marais et la Merdia.
- La route départementale 17d qui relie le village du Pin, par détachement de la RD17c, au bourg central de Valencogne et le hameau de Rémolard dont elles est la destination finale.

#### Chemins pédestres
Le Chemin de Compostelle partant de la ville de Genève en Suisse recueille les pèlerins suisses et allemands se rendant à la ville espagnole et aboutit à la via Podiensis tout en se confondant, dans son parcours français avec le chemin de grande randonnée GR65. Le sentier suit le chemin des crêtes des collines qui dominent la vallée de Valencogne et le lac de Paladru, avant de rejoindre le territoire du Grand-Lemps.
|  | Parcours Chemin de Saint-Jacques-de-Compostelle / via Gebennensis + via Podiensis • Genève (Suisse) • Les Abrets - Valencogne - Le Grand-Lemps (Isère) • Le Puy-en-Velay (Haute-Loire) • Nasbinals (Lozère) • Conques (Aveyron) • Figeac (Lot) • Moissac (Tarn-et-Garonne) • Aire-sur-l'Adour (Landes) • Col de Roncevaux (Espagne) |

### Transports publics

#### Par voies ferrées
La gare ferroviaire la plus proche (7 km) est la gare de Virieu-sur-Bourbre située sur la ligne de Lyon-Perrache à Marseille-Saint-Charles (via Grenoble), celle-ci étant desservie par les trains TER Auvergne-Rhône-Alpes.

#### Par voies routières
Le réseau interurbain des transports du Pays voironnais dessert le territoire commune avec trois arrêts, le terminus se situant au niveau du dernier arrêt :
- Ligne G : Voiron (Gare SNCF) ↔ Charavines ↔ Le Pin (village) ↔ Valencogne (Surand, Marais et Mairie).

Cette ligne fonctionne du lundi au samedi et en heures creuses, il y a la possibilité d'utiliser le service du transport à la demande, sous certaines conditions.

### Risques naturels et technologiques

#### Risques sismiques
La totalité du territoire de la commune de Valencogne est située en zone de sismicité no 3 (sur une échelle de 1 à 5), comme la plupart des communes de son secteur géographique.
| Type de zone | Niveau            | Définitions (bâtiment à risque normal) |
| ------------ | ----------------- | -------------------------------------- |
| Zone 3       | Sismicité modérée | accélération = 1,1 m/s2                |

## Toponymie
Le nom « Valencogne » dérive de « Vallancogne » (carte de Cassini 1800), celui-ci pouvant être issu de l'association possible de deux noms de familles : Vaillant et Cogne.
Selon la revue savoisienne, l'explication étymologique peut aussi être affirmée par la difficulté d'accès de ces vallées et associe « Vallée » à « inconnue » (en latin Vallis Inconia) qui, par évolution phonétique, a donné le nom de « Valencogne ».

## Histoire

### Préhistoire et Antiquité

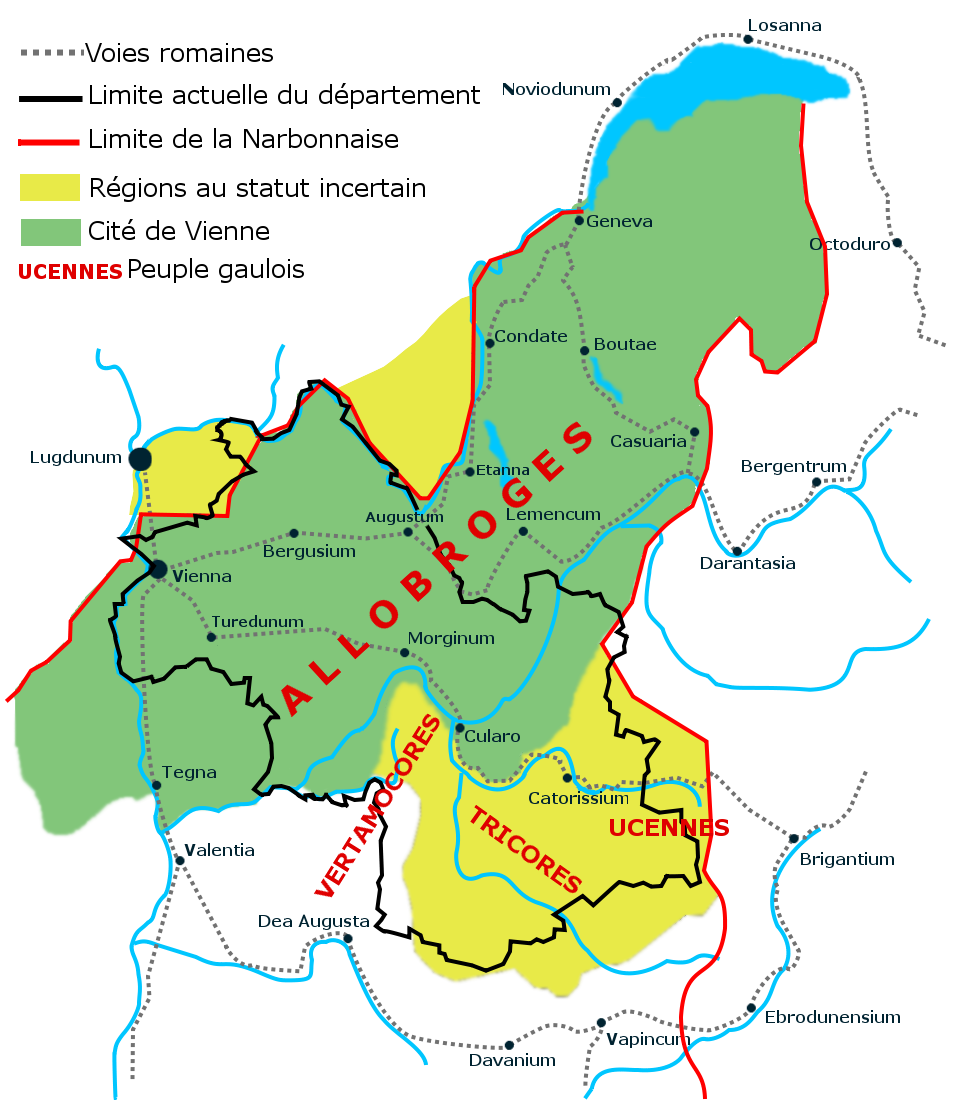
Carte de l'Allobrogie.

Le site du lac de Paladru, situé non loin de la commune, fut temporairement occupé au néolithique.
Au début de l'Antiquité, le territoire des Allobroges s'étendait sur la plus grande partie des pays qui seront nommés plus tard la Sapaudia (ce « pays des sapins » deviendra la Savoie) et le nord du département de l'Isère.
Les Allobroges, comme bien d'autres peuples gaulois, sont une « confédération ». En fait, les Romains donnèrent, par commodité le nom d'Allobroges à l'ensemble des peuples gaulois vivant dans la civitate (cité) de Vienne, à l'ouest et au sud de la Sapaudia.

### Moyen Âge
Au milieu du IXe siècle, un nouveau territoire fait son apparition, le « comté de Semorens » du nom d'un faubourg actuel de Voiron. En l'an 800, ce territoire est cité comme archidiaconé, et vers 850, en tant que « pagus » correspondant à ce qui deviendra ensuite un comté. Ce comté englobe le Voironnais actuel, y compris le secteur de Valencogne, jusqu'à Charancieu. Ce territoire fait l'objet d'une lutte entre ses seigneurs voisins pour entreprendre sa conquête, il s'agit notamment de l'archevêque de Vienne, Guy de Bourgogne, et de l'évêque de Grenoble, Hugues de Chateauneuf, le comté de Sermorens finira par disparaître au cours du XIIe siècle.
En 1116, l'ordre des Chartreux fonde le monastère de la Sylve Bénite, sur le territoire de l'ancienne commune du Pin. Celle-ci se développent et son domaine s'étend progressivement sur les terres de la région du lac de Paladru.
Les moines aménagent des étangs grâce à la construction de « chaussées » (petits barrages en terre), afin d'alimenter des moulins et ainsi drainer les terres humides environnantes afin de créer des surfaces agricoles. Le site de l'ancienne chartreuse, fermée durant durant la Révolution française se situe à l'orée de la forêt de la Sylve-bénite, massif forestier situé entre le monastère, le château de Pupetières et le château de Virieu.
Plusieurs grands étangs sont créés par les chartreux, dont notamment :
- L'étang de Brézin, cité en 1316, était long de 2 250 mètres, situé près du hameau du même nom, était la plus importante des étendues d'eau en surface et en volume d'eau.
- L'étang neuf probablement créé à la fin du XVIIe siècle, long de plus d'un kilomètre s'étendait entre les paroisses du Pin et de Valencogne.
- L'étang des pailles et l'étang des combes étaient situés au-delà du territoire paroissial, le dernier est encore visible en 2018 sur le territoire de la commune des Villages du Lac de Paladru (anciennement Le Pin).

### Époque Moderne
Le 22 novembre 1725, par suite de nombreuses pluies très abondantes survenues dans la région, les chaussées en terre des quatre étangs du secteur du Pin et de Valencogne sont emportées par la crue. L'emplacement des quatre étangs se succédant les uns derrière les autres leur fut fatal et les moines chartreux perdirent en une journée l'effort de plusieurs siècles de travail.

### Époque Contemporaine

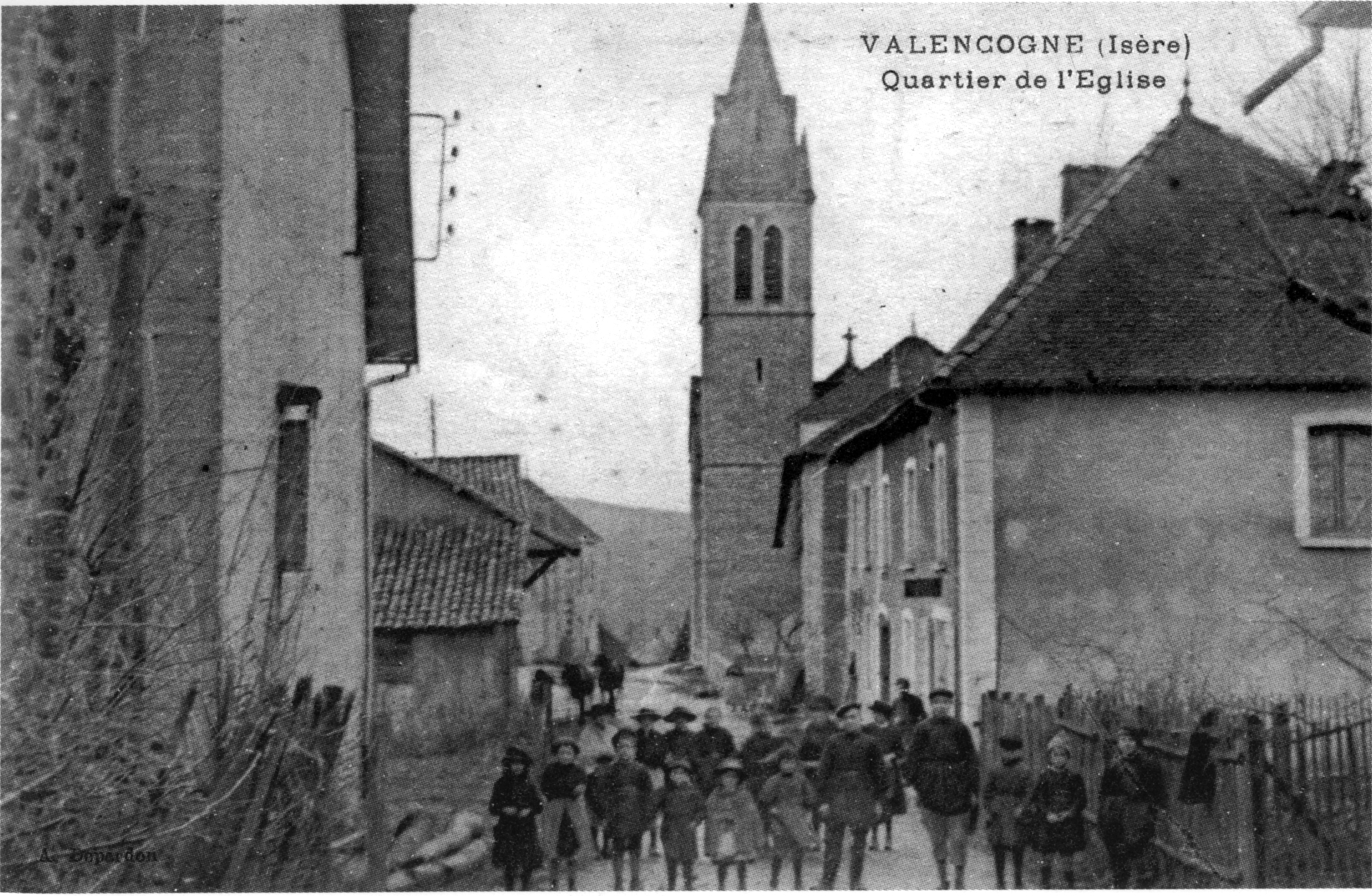
Valencogne en 1910

#### XIXesiècle
Le maire de Valencogne, considéré comme « clérical » par le journal La Lanterne, est suspendu de ses fonctions en mars 1882 pour fausse déclaration. Celui-ci avait envoyé une demande de subvention à l'État pour la réparation de l'église du village, alors que le conseil municipal avait rejeté cette demande. Le journal satirique, anticlérical, créé par Henri Rochefort précise : 
«  Ce maire s'est rendu coupable de faux; il n'est sans doute pas mauvais de le suspendre de ses fonctions; mais la justice pense-t-elle à le poursuivre ? »
Le journal le Gaulois, dans son édition du 28 mai 1882, précise que le maire fut tout de même poursuivi par le ministère public, ainsi que le curé de la paroisse, mais ils ont été acquittés tous les deux, par le tribunal de Grenoble.

## Politique et administration

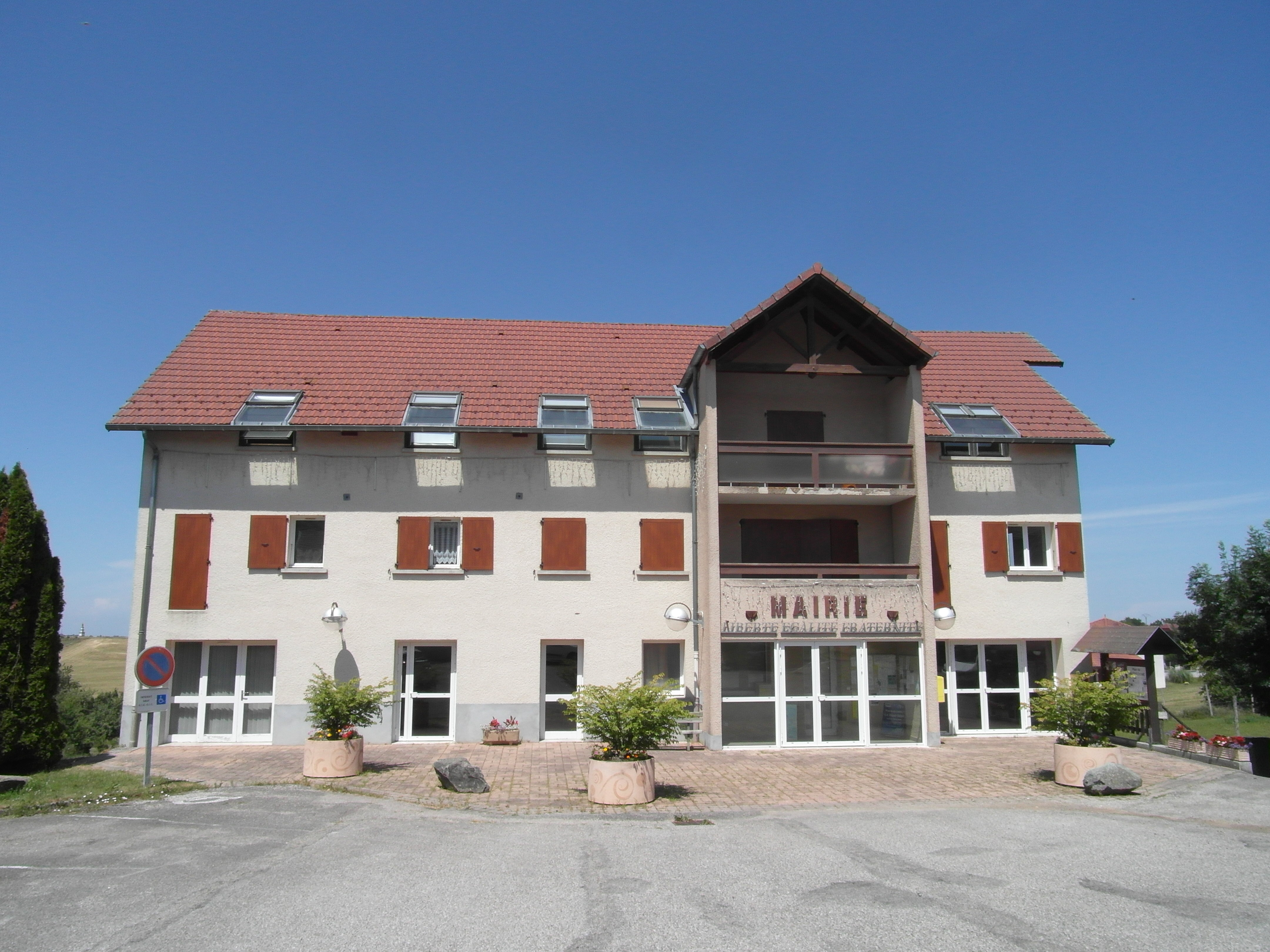
Mairie de Valencogne

### Administration municipale
En 2018, le conseil municipal compte quinze membres dont huit hommes et sept femmes. Celui-ci comprend un maire, trois adjoints au maire et onze conseillers municipaux.

### Liste des maires
| Période                                  | Période    | Identité        | Étiquette | Qualité                                                      |
| ---------------------------------------- | ---------- | --------------- | --------- | ------------------------------------------------------------ |
| mars 1989                                | juin 1995  | Gérard Simonet  | DVD       | Médecin généraliste à Moirans Maire de Moirans (1995 → 2020) |
| juin 1995                                | avril 2017 | Daniel Depardon | SE        | Retraité Démissionnaire                                      |
| avril 2017                               | En cours   | Julien Ventura  | DVD       | Responsable vie scolaire                                     |
| Les données manquantes sont à compléter. |            |                 |           |                                                              |

## Équipements et services publics

### Enseignement
Depuis la rentrée scolaire 2013/2014, la gestion des élèves de Valencogne relève d'un SIVU administrant les écoles de Valencogne et de Saint-Ondras, une commune voisine, située dans la même vallée. Le fonctionnement de ce syndicat intercommunal est financé par le budget de ces deux communes.
La commune, située dans l'académie de Grenoble, héberge l'école maternelle de ce syndicat intercommunal sur son territoire :
- L'école maternelle « Chantegrenouille » présente un effectif de cinquante élèves pour l'année scolaire 2017/2018[35].

L'école primaire du syndicat intercommunal est située dans la commune voisine :
- L'école élémentaire publique de Saint-Ondras, présente un effectif de cent cinq élèves pour l'année 2017/2018[36]

### Santé
Les centres hospitaliers les plus proches de Valencogne sont situés à La Tour-du-Pin (hôpital local), à Bourgoin Jallieu (centre hospitalier Pierre Oudot) et au Pont-de-Beauvoisin (centre hospitalier Yves Touraine).

## Population et société

### Démographie
L'évolution du nombre d'habitants est connue à travers les recensements de la population effectués dans la commune depuis 1800. Pour les communes de moins de 10 000 habitants, une enquête de recensement portant sur toute la population est réalisée tous les cinq ans, les populations de référence des années intermédiaires étant quant à elles estimées par interpolation ou extrapolation. Pour la commune, le premier recensement exhaustif entrant dans le cadre du nouveau dispositif a été réalisé en 2006.

En 2022, la commune comptait 681 habitants, en évolution de +0,44 % par rapport à 2016 (Isère : +3,07 %, France hors Mayotte : +2,11 %).
| 1800 | 1806 | 1821 | 1831 | 1836 | 1841 | 1846 | 1851 | 1856 |
| ---- | ---- | ---- | ---- | ---- | ---- | ---- | ---- | ---- |
| 628  | 678  | 785  | 913  | 912  | 886  | 896  | 810  | 716  |

| 1861 | 1866 | 1872 | 1876 | 1881 | 1886 | 1891 | 1896 | 1901 |
| ---- | ---- | ---- | ---- | ---- | ---- | ---- | ---- | ---- |
| 762  | 760  | 692  | 702  | 716  | 631  | 635  | 638  | 629  |

| 1906 | 1911 | 1921 | 1926 | 1931 | 1936 | 1946 | 1954 | 1962 |
| ---- | ---- | ---- | ---- | ---- | ---- | ---- | ---- | ---- |
| 606  | 543  | 466  | 466  | 472  | 441  | 445  | 377  | 336  |

| 1968 | 1975 | 1982 | 1990 | 1999 | 2006 | 2011 | 2016 | 2021 |
| ---- | ---- | ---- | ---- | ---- | ---- | ---- | ---- | ---- |
| 328  | 326  | 317  | 410  | 458  | 556  | 611  | 678  | 687  |

| 2022 | - | - | - | - | - | - | - | - |
| ---- | - | - | - | - | - | - | - | - |
| 681  | - | - | - | - | - | - | - | - |

### Manifestations culturelles et festivités
La foire de Valencogne a présenté sa 42e édition le 20 mai 2018. Organisée par le comité des fêtes local, celle-ci se déroule généralement à la fin du mois de mai.

### Sports et loisirs

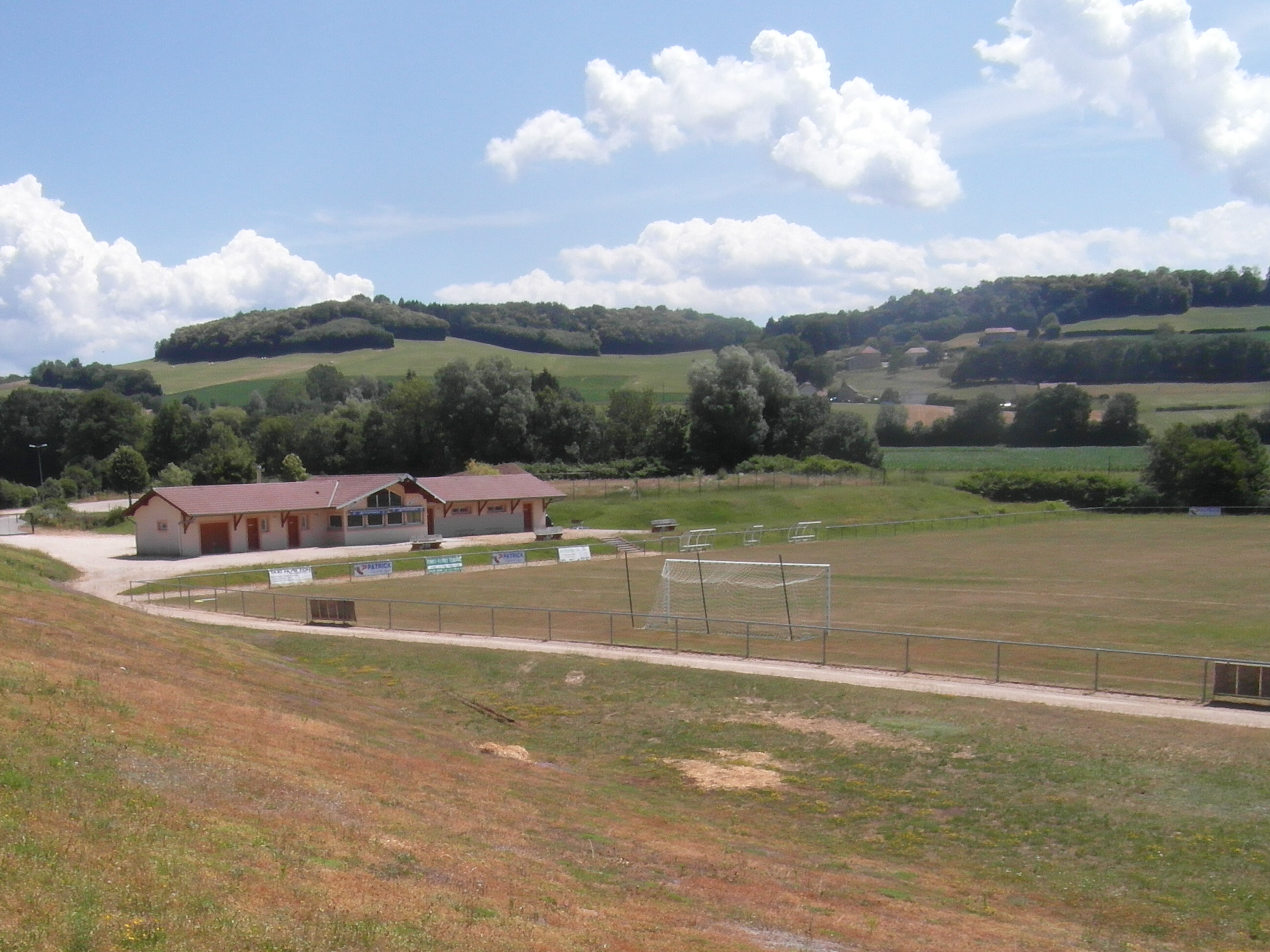
Le stade de Valencogne

Le stade municipal de Valencogne est situé route du Pré Vial. Celui-ci comprend deux terrains d'entraînement et deux vestiaires. On peut y pratiquer le football.

### Médias
Presse régionale
Historiquement, le quotidien à grand tirage Le Dauphiné libéré consacre, chaque jour, y compris le dimanche, dans son édition du Nord-Isère, un ou plusieurs articles à l'actualité du village et de ses environs, ainsi que des informations sur les éventuelles manifestations locales, les travaux routiers, et autres événements divers à caractère local.

### Cultes
Culte catholique
La communauté catholique et l'église de Valencogne (propriété de la commune) dépendent de la paroisse Sainte-Anne qui est, elle-même, rattachée au diocèse de Grenoble-Vienne.

## Culture locale et patrimoine

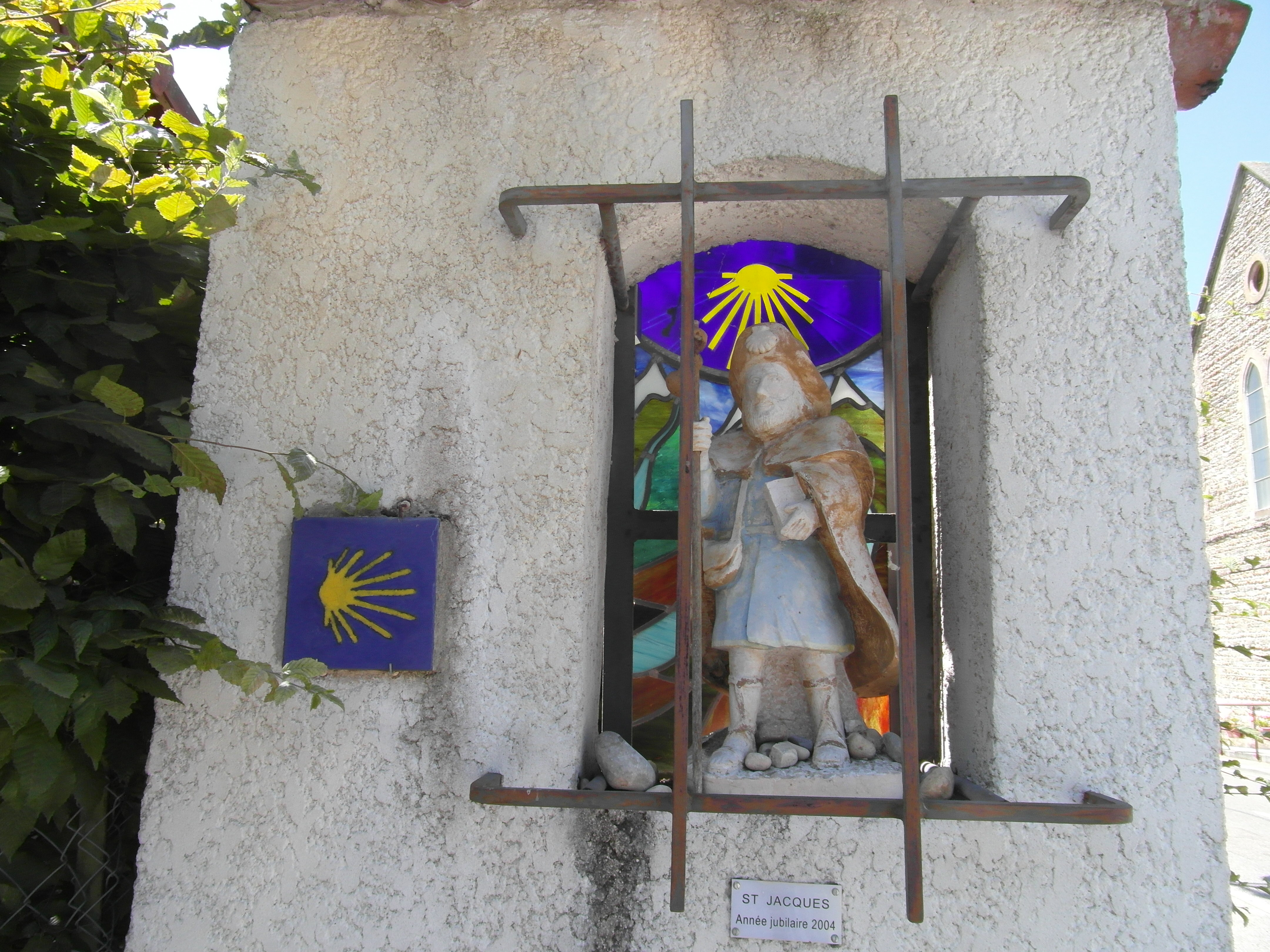
Statue de Saint-Jacques dans le bourg de Valencogne

### Lieux et monuments
La statue de Saint Jacques
La commune est située sur le chemin de Compostelle venant de Genève et plus loin encore d'Allemagne et rejoignant Le Puy-en-Velay. Aujourd'hui, de nombreux pèlerins passent par Valencogne chaque année pour se rendre à Saint-Jacques-de-Compostelle. On peut ainsi admirer une petite statue de saint Jacques, placé dans une niche face à l'église dans la montée du village.
L'église Saint-Jean-l'Évangéliste de Valencogne
Son église, dont la date de construction reste inconnue, bien que dédiée à Saint-Jean l'évangéliste est par conséquent ouverte aux voyageurs qui le souhaitent et plusieurs accueils jacquaires sont recensés dans le village.
Notre-Dame des Vignes
Cette statue de la Vierge dénommé également sous le terme de « La Madone » domine le village. Cette statue a été érigée en 1903 pour protéger les vignes locales du phylloxéra.
Les croix de carrefour
La commune présente des croix catholiques à de nombreux carrefours au niveau du bourg et de divers hameaux.

Quelques vues sur les lieux et monuments de Valencogne
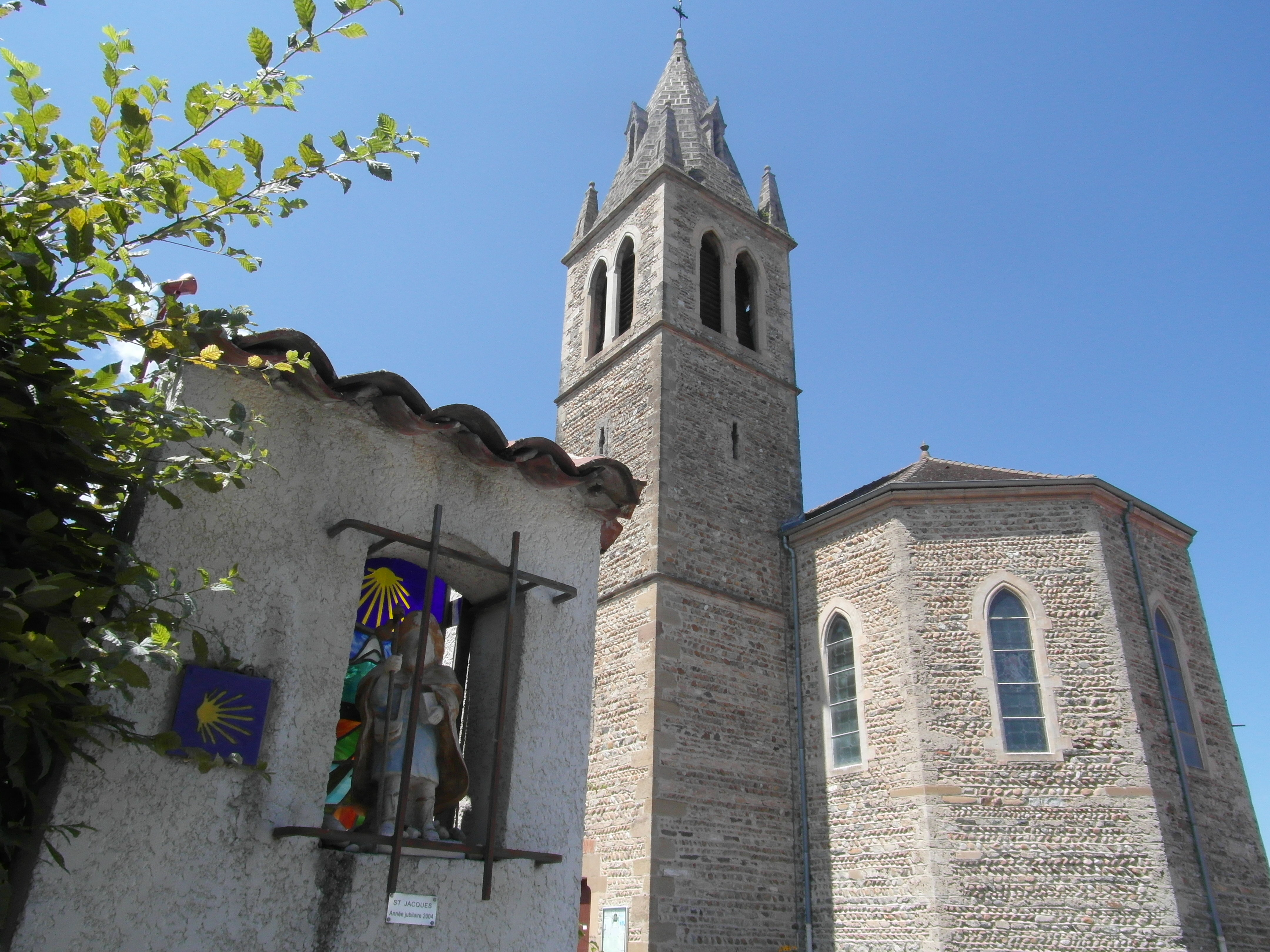
Statue de saint Jacques et église Saint-Jean.
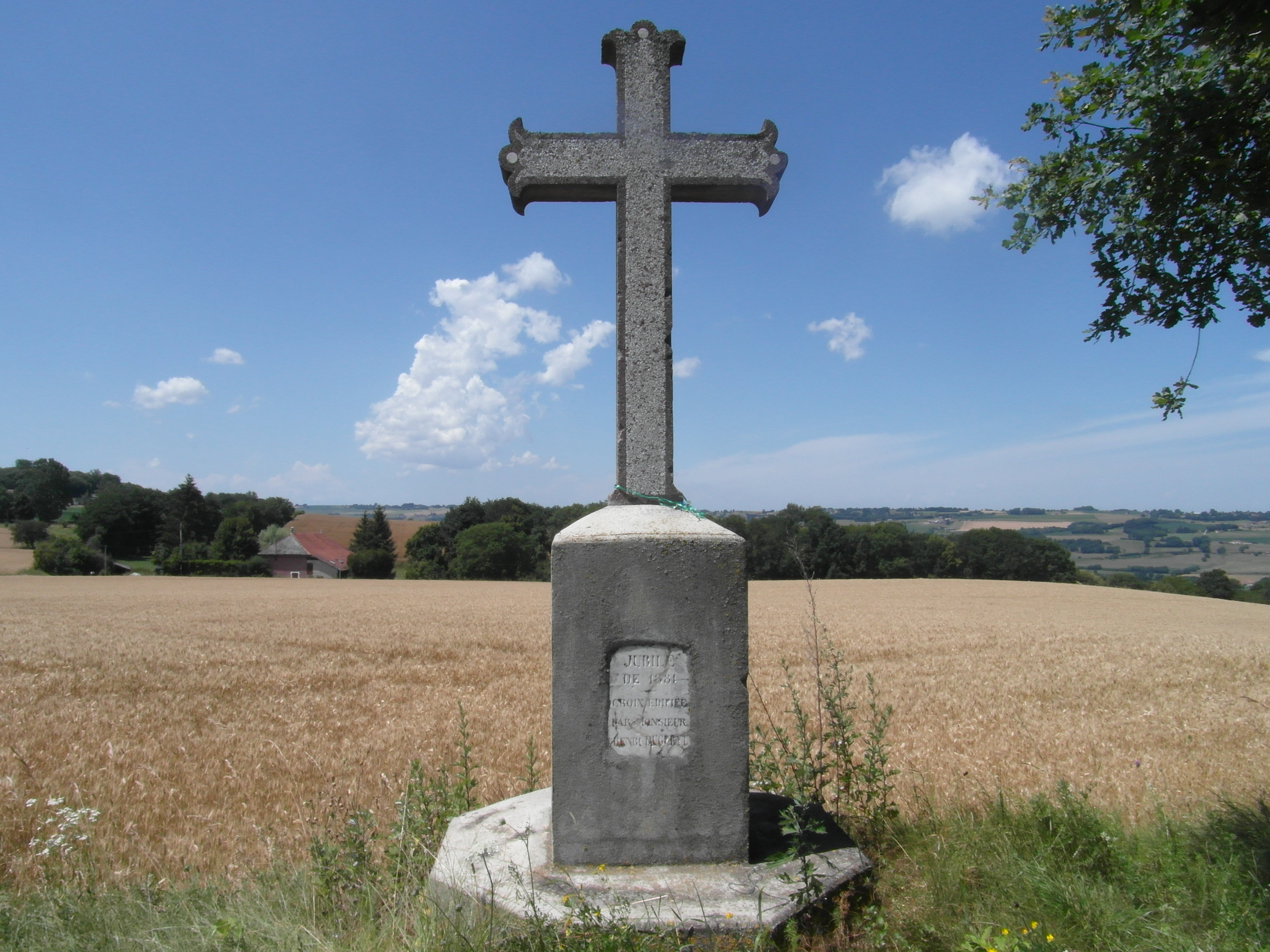
Croix du chemin Saint-Germain, près du stade.
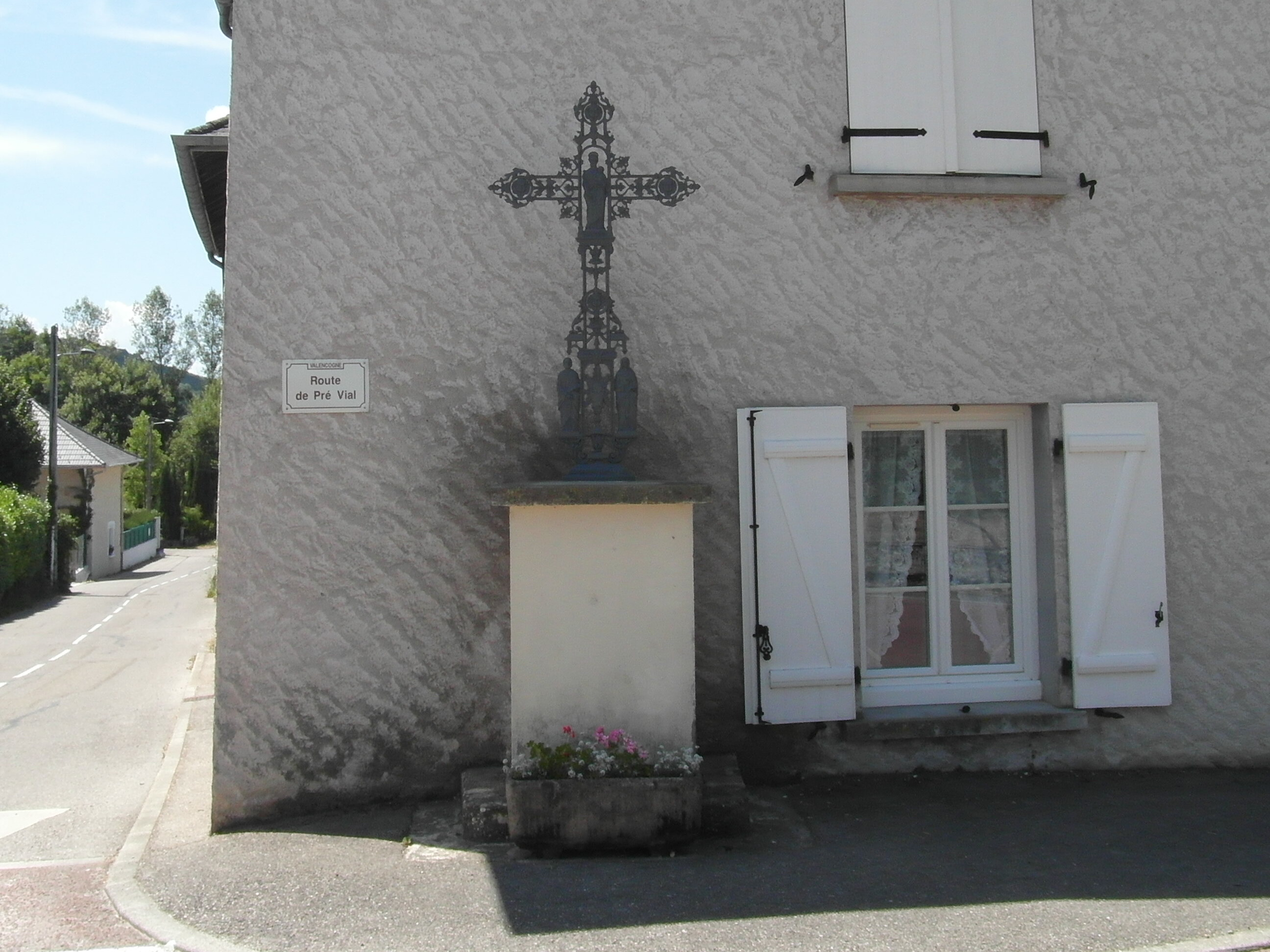
Croix de la route du Pré-Vial, près du bourg.
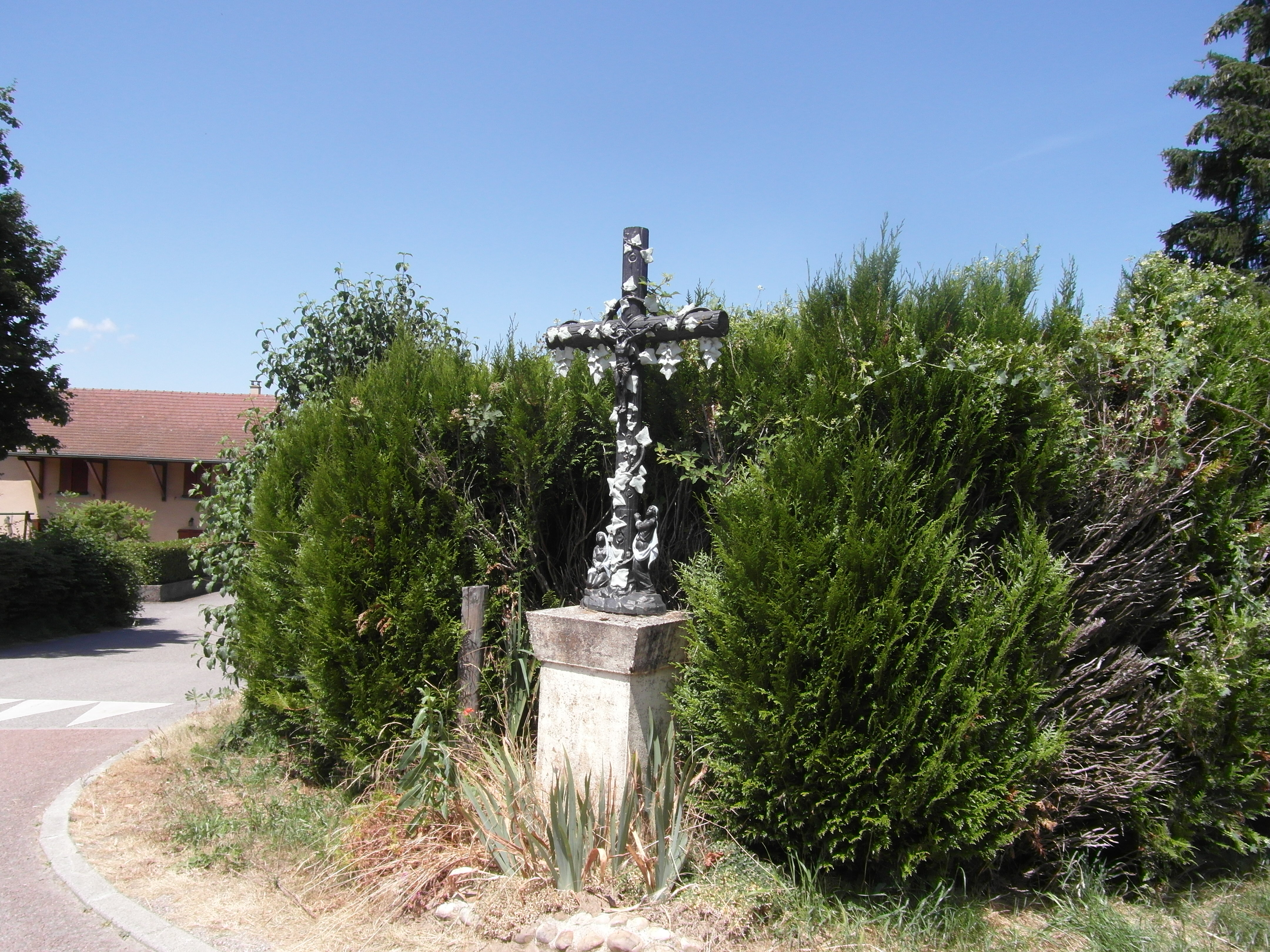
Croix du Brocard, hameau du Rémolard, route de la Combe.
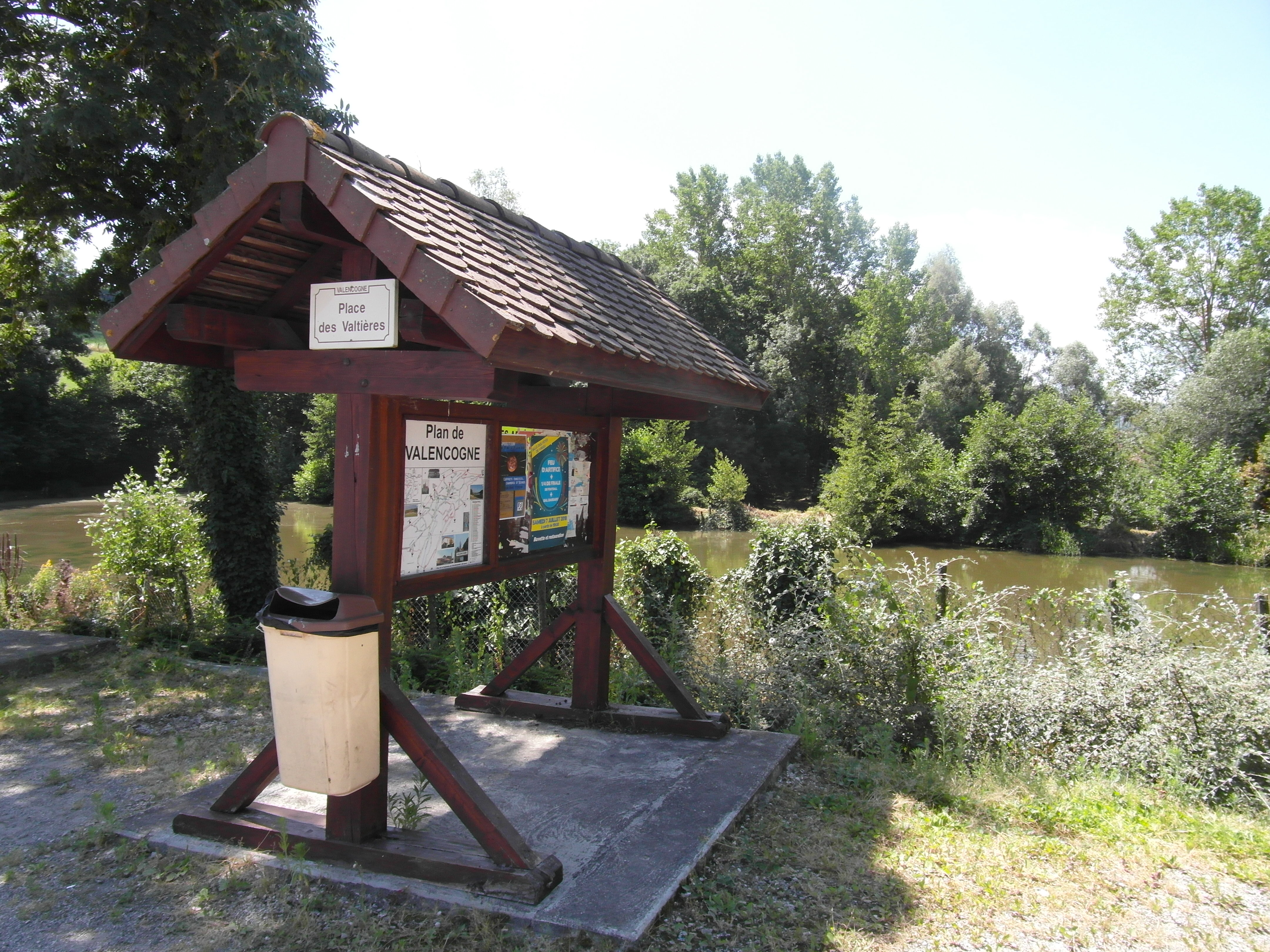
Place des Valtières et son étang.

### Patrimoine culturel et traditions locales

#### Traditions orales
Langue locale

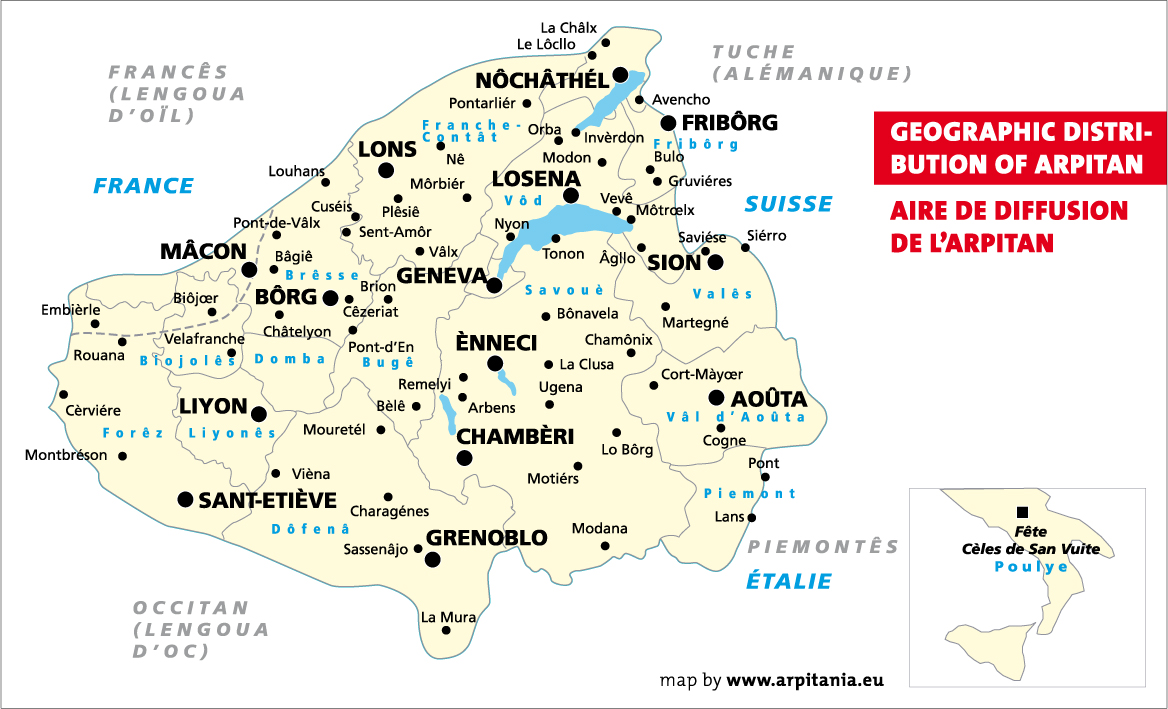
Aire linguistique francoprovençale

Le territoire de la commune et de son canton, se situe au nord-ouest de Grenoble, dans la zone des patois dauphinois, laquelle appartient au domaine des langues dites franco-provençales ou arpitanes au même titre que les patois  savoyards, vaudois, Valdôtains, bressans et foréziens. (voir carte)
L'idée du terme franco-provençal attribuée à cette langue régionale parlée dans la quart de la France du Centre-Est différente du français, dit langue d'oil et de l'occitan, dit langue d'oc est l'œuvre du linguiste et patriote italien Graziadio Isaia Ascoli en 1873 qui en a identifié les caractéristiques.

#### Légendes locales
Le « loup-Garou » de Valencogne

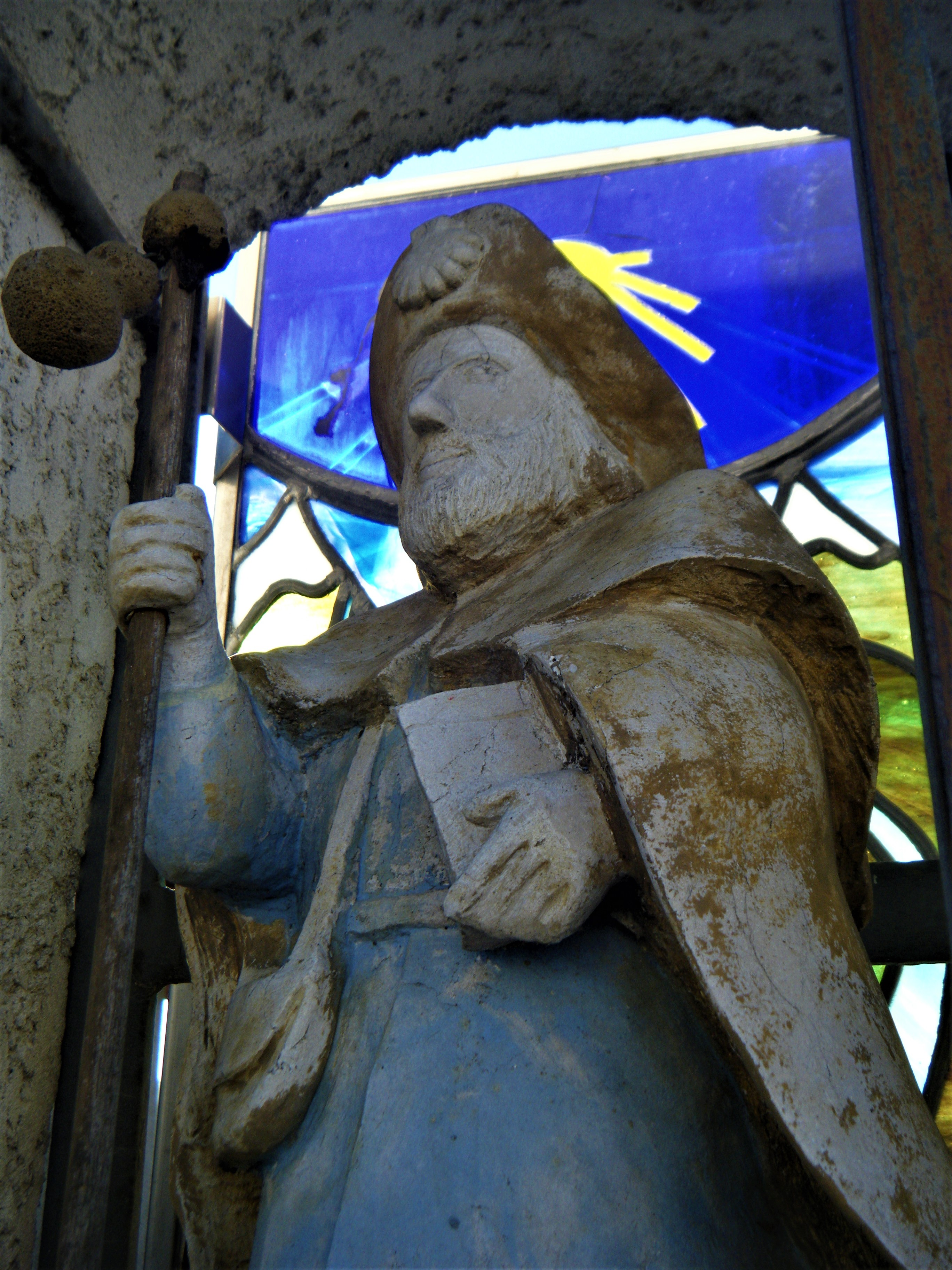
Statue de Saint-Jacques à Valencogne

Selon Charles Joisten, ethnologue et folkloriste français, qui a travaillé essentiellement sur les traditions populaires de la Savoie et du Dauphiné entre 1960 et 1980 et qui fut l'auteur de nombreux livres sur les contes, les mœurs et les légendes des pays alpins (dont notamment Êtres fantastiques, patrimoine narratif de l'Isère), le village Valencogne possède sa propre légende de loup garou. Un « liberaou » (homme habillé en peau de bête selon la tradition locale) aurait tué une jeune fille, sans qu'on connaisse l'époque exacte de la naissance de ce récit. Un lieu situé en limite des communes de Chassignieu et de Valencogne se dénomme la libéroutière, en référence à ce fait supposé et rapoorté de façon orale.